# Орлов, Дмитрий Сергеевич
Дми́трий Серге́евич Орло́в (28 декабря 1928 — 11 февраля 2007, Москва) — профессор, доктор биологических наук, заслуженный профессор Московского университета, заслуженный деятель науки Российской Федерации.
Заведовал кафедрой химии почв с 1980 по 1999 г. Заместитель декана по научной работе (1967—1970 и 1977—1984).

## Биография
Окончил биолого-почвенный факультет МГУ в 1952 г.
Защитил кандидатскую диссертацию на тему «Катионный обмен и солевой состав жидкой фазы почв» в 1955 г. и докторскую диссертацию «Гумусовые кислоты почв» в 1973 г.
Научная деятельность Д. С. Орлова охватывает, преимущественно, два главных направления: исследование гумусовых кислот (их природы, свойств и роли в почвообразовании) и спектральной отражательной способности почв. Создал новую теорию формирования гуминовых веществ, выявил количественные закономерности отражения света почвами, разработал концепцию формирования термодинамически устойчивых компонентов почвы. Под его руководством защищено около 60 кандидатских диссертаций.
В течение 20 лет читал курс лекций «Химия почв», спецкурс по биогеохимии органического вещества.
Длительное время был членом редколлегии журнала «Почвоведение» (1978—1999), заместителем председателя редколлегии журнала «Биологические науки», до 2000 г. — председатель учебно-методического совета факультета почвоведения, председатель II комиссии Докучаевского общества почвоведов.
Дважды лауреат премии им. М. В. Ломоносова (1978, 1990), лауреат премии им. В. Р. Вильямса (1986), премии Правительства РФ (1996), Государственной премии в области науки и техники (2001).
За плодотворную научную и преподавательскую деятельность награждён медалями «За доблестный труд» (1970), «Ветеран труда» (1986), «В память 850-летия Москвы» (1997), медалью — нагрудным знаком «За отличные успехи в работе» (1967), золотой медалью им. К. К. Гедройца (1983), золотой и серебряной медалью ВДНХ (1987, 1988), юбилейным нагрудным знаком «250 лет МГУ им. М. В. Ломоносова», почётной грамотой Президиума Верховного Совета РСФСР (1980).

## Публикации
Опубликовал более 600 научных работ, в том числе более 20 монографий и учебных пособий. В последние годы опубликовал с соавторами монографии «Органическое вещество почв Российской Федерации» (1996) и «Спектральная отражательная способность почв и их компонентов» (2001); учебные пособия «Биогеохимия» (2000) и «Экология и охрана биосферы при химическом загрязнении» (2002).
- Зырин Н. Г., Орлов Д. С. Физико-химические методы исследования почв. — М.: Изд-во Моск. ун-та, 1964. — 348 с.
- Зырин  Н. Г., Орлов Д. С., Воробьева Л. А. Справочные и расчетные таблицы для физико-химических методов исследования почв. — М.: Изд-во Моск. ун-та, 1965. — 334 с.
- Орлов Д. С. Гумусовые кислоты почв. — М.: Изд-во Моск. ун-та, 1974. — 333 с.
- Орлов Д. С. Химия почв : Учеб. для вузов по спец. "Агрохимия и почвоведение". — М.: Изд-во Моск. ун-та, 1985. — 376 с.
- Орлов Д. С. Гумусовые кислоты почв и общая теория гумификации. — М.: Изд-во Моск. ун-та, 1990. — 324 с. — ISBN 5-211-00934-7.
- Орлов Д. С., Бирюкова О. Н., Суханова Н. И. Органическое вещество почв Российской Федерации. — М.: Наука, 1996. — 253 с. — ISBN 5-02-003643-9.
- Орлов Д. С., Суханова Н. И.,  Розанова М. С. Спектральная отражательная способность почв и их компонентов. — М.: Изд-во Моск. ун-та, 2001. — 175 с. — ISBN 5-211-04531-9.
- Лозановская И. Н., Орлов Д. С., Садовникова Л. К. Экология и охрана биосферы при химическом загрязнении: учебное пособие для студентов химических, химико-технологических, биологических специальностей и направлений вузов. — М.: Высшая школа, 1998. — 286 с. — ISBN 5-06-002590-X.
- Безуглова О. С., Орлов Д. С. Биогеохимия: Учеб. для вузов, обучающихся по направлениям "Почвоведение", "Биология", "География", "Агроэкономика", "Агрохимия и агропочвоведение". — Ростов-на-Дону: Феникс, 2000. — 307 с. — ISBN 5-222-01018-X.